# فرانكافيلا أل ماري
فرانكافيلا أل ماري (بالإيطالية: Francavilla al Mare)‏ هي بلدية في مقاطعة كييتي في إقليم أبروتسو الإيطالي.

## السكان
في سنة 1861 بلغ عدد السكان 4٬379 نسمة، وتطور العدد ليصل في سنة 2018 لـ 25٬877 نسمة.
يظهر هذا المخطط البياني تطور النمو السكاني لـ فرانكافيلا أل ماري

## توأمة
لفرانكافيلا أل ماري اتفاقيات توأمة مع:
- ياش

## أعلام
- أنطونيو روسو
- أندري كوزنيتسوف